# 北陽のヒップアタック
『北陽のヒップアタック』（ほくようのヒップアタック）は、TBCラジオで水曜22:00～23:00に放送されていたイキナリ!の水曜日枠の深夜放送ラジオ番組（2005年4月7日～2007年3月28日）。生放送であった。パーソナリティはお笑いコンビの北陽。

## パーソナリティ
- 北陽
  - 伊藤さおり （いとうさおり）
  - 虻川美穂子 （あぶかわみほこ）

## コーナー
- 北陽の夜食王!!
リスナーが北陽に推薦する夜食を紹介する。定番のものから風変わりなものを北陽が責任を持って食べる。
- 北陽のこれかわぁいい～
世の中にあふれる「かわいい～」ものやネタを紹介する。
- イキナリ!メールクラブ
虻川担当の『虻っこクラブ』、伊藤担当の『伊藤ちゃんクラブ』のどちらかに入会できる。入会したリスナーは伊藤、虻川から直接メールが届く。そのメールを見たリスナーの反響を紹介する。
- ドコモpresentsイキナリ!スクエア
リスナーから寄せられたユニーク川柳を紹介する。
- 妄想パラダイス!
リスナーの妄想パラダイスを紹介する。
- 北陽・お笑い芸人再認識プロジェクト
北陽がお笑いの基本を忘れないために2人の「ボケ対決」を展開する。

## 概要
- 主に伊藤が番組を進めていく。
- 北陽のトークから番組が始まり、その後オープニングが始まる。「北陽のヒップアタック!」と2人で元気に言いオープニングが始まる。その後曲が入る。
- 2人のトークのネタが尽きた時は曲が入る。
- トークは仙台での出来事や北陽の撮影現場での話が多い。
- 北陽のレギュラー番組「はねるのトびら」での企画「ぬるま湯温泉」で虻川は番組について語った。
- メールが紹介される確率はローカル番組ゆえに高かった。
- ときどき放送中に北陽とナマ電話ができるコーナーも企画された。
- 北陽の知名度が高かったため、宮城県外のリスナーもいた。